# Flamme postale
Une flamme postale, ou oblitération mécanique, est une oblitération qui comprend, en plus du cachet donnant le lieu et la date de prise en charge du pli par les services postaux, une illustration ou un texte généralement inscrit dans un rectangle. Les flammes postales font l'objet de collection par les philatélistes. Ces flammes peuvent avoir différents buts : commercial, touristique, pédagogique, etc.

## Historique

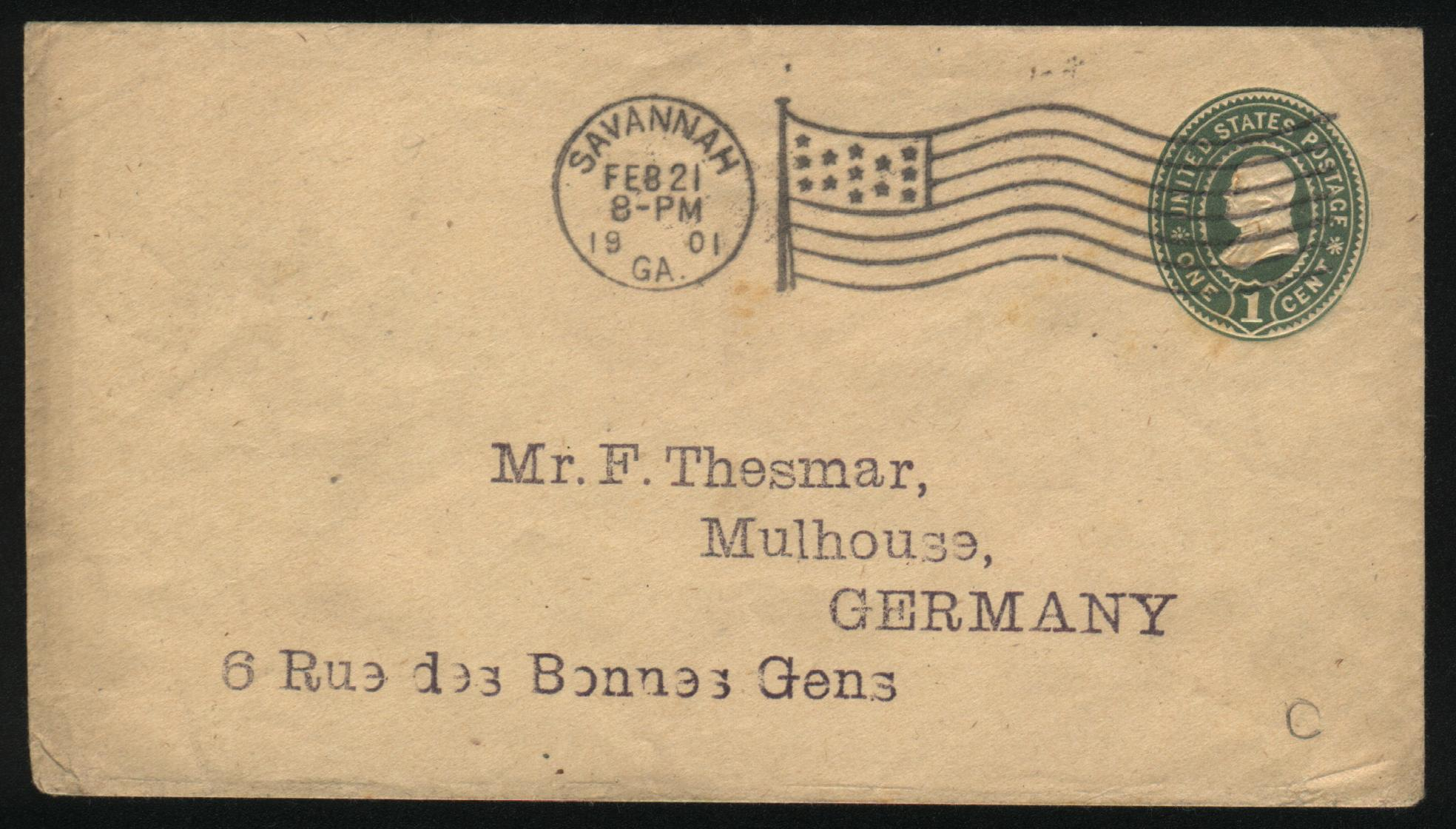
Flamme « drapeau » sur un entier postal des États-Unis de 1901.

Les premières flammes d'oblitération apparaissent dans les dernières décennies du XIXe siècle. Leur création est liée à la mécanisation de l'oblitération : si la machine appose le cachet toujours au même endroit (généralement, en haut à droite de l'enveloppe), un timbre collé trop à gauche ou un ensemble de plusieurs timbres peuvent ne pas être oblitérés. Ces flammes longues maculent d'encre une plus grande surface de l'enveloppe.
À partir des années 1870 au Royaume-Uni, le volume du courrier augmentant sans cesse, des moyens d'oblitérations plus rapides ont été créés : c'est ainsi que sont apparues des machines à oblitérer, comportant des rouleaux d'impression sous lesquelles passent les plis à oblitérer. Les marques apposées par ces machines revêtaient la forme de barres d'annulation parallèles, ondulées, allongées, pointillées associées à des cachets à date. Les premiers essais de ces machines, furent les Hoster suivies de très près par les Ethridge, les Hey Dolphin, les Bickerdike, les Boston, les Colombia, les Krags, les Universal, etc.
Des slogans de propagande, puis des illustrations apparaissent plus tard. Certaines administrations postales en ont profité pour vendre cet espace disponible comme espace publicitaire.

## Les différents types de flammes

### Les flammes émises par les administrations postales
Pour faire passer de la publicité pour leurs propres services ou pour faire passer un message sur le courrier, les administrations postales ont utilisé les flammes postales. Par exemple, en France, dans les années 1970, les oblitérations portaient des flammes signalant la mise en vigueur du code postal à cinq chiffres.

### Les flammes commerciales
Ces flammes sont de deux sortes :
- soit payées aux services postaux, une entreprise loue l'espace de l'oblitération pour faire un affichage publicitaire.
- soit en se servant des machines à oblitérer que l'entreprise loue au service postal, l'entreprise signale sur son courrier son logo et son adresse.

### Les flammes touristiques
Les villes et communes demandent aux bureaux de poste de leur territoire d'ajouter à l'oblitération une image résumant la commune, dans un but de la faire connaître aux destinataires.
Par exemple, les plis postés dans la ville de Béziers sont oblitérés d'une vue de la ville avec la ville haute et le pont. Les plis postés au centre de tri de Montpellier ont longtemps porté une promotion de la grotte de Clamouse située au nord-ouest de la ville héraultaise.

## Collection
Il y a débat entre les collectionneurs de flammes postales pour savoir comment conserver ces marques postales. Deux positions dominent :
- conserver l'enveloppe entière, ce qui pose le problème du volume occupé par une telle collection ;
- conserver le fragment d'enveloppe sur lequel reposent le timbre et la flamme, ce que certains collectionneurs estiment être une perte de valeur.

Les flammes postales s'obtiennent en récupérant du courrier oblitéré. Il est possible d'envoyer une enveloppe timbrée à un bureau de poste pour qu'elle y soit postée et reçoive la flamme de ce bureau. Le philatéliste préparant lui-même ses enveloppes peut essayer de coordonner le sujet du timbre, de la flamme et peut-être d'une carte postale afin de réaliser une carte-maximum.

## Spécificités par pays

### France
Les premières machines à oblitérer sont apparues en France à la veille de l'Exposition universelle de 1900 sous la forme d'un drapeau, c'est-à-dire une « flamme ». Le bureau de la rue du Louvre inaugure cette machine Bickerdyle pour la période des vœux de 1898-1899.
Une flamme drapeau américaine fonctionna aussi à Paris, dans le petit bureau de poste ouvert par les États-Unis lors de l'exposition de 1900.
Ces flammes-drapeaux survivent sous la forme de lignes ondulées anonymes.

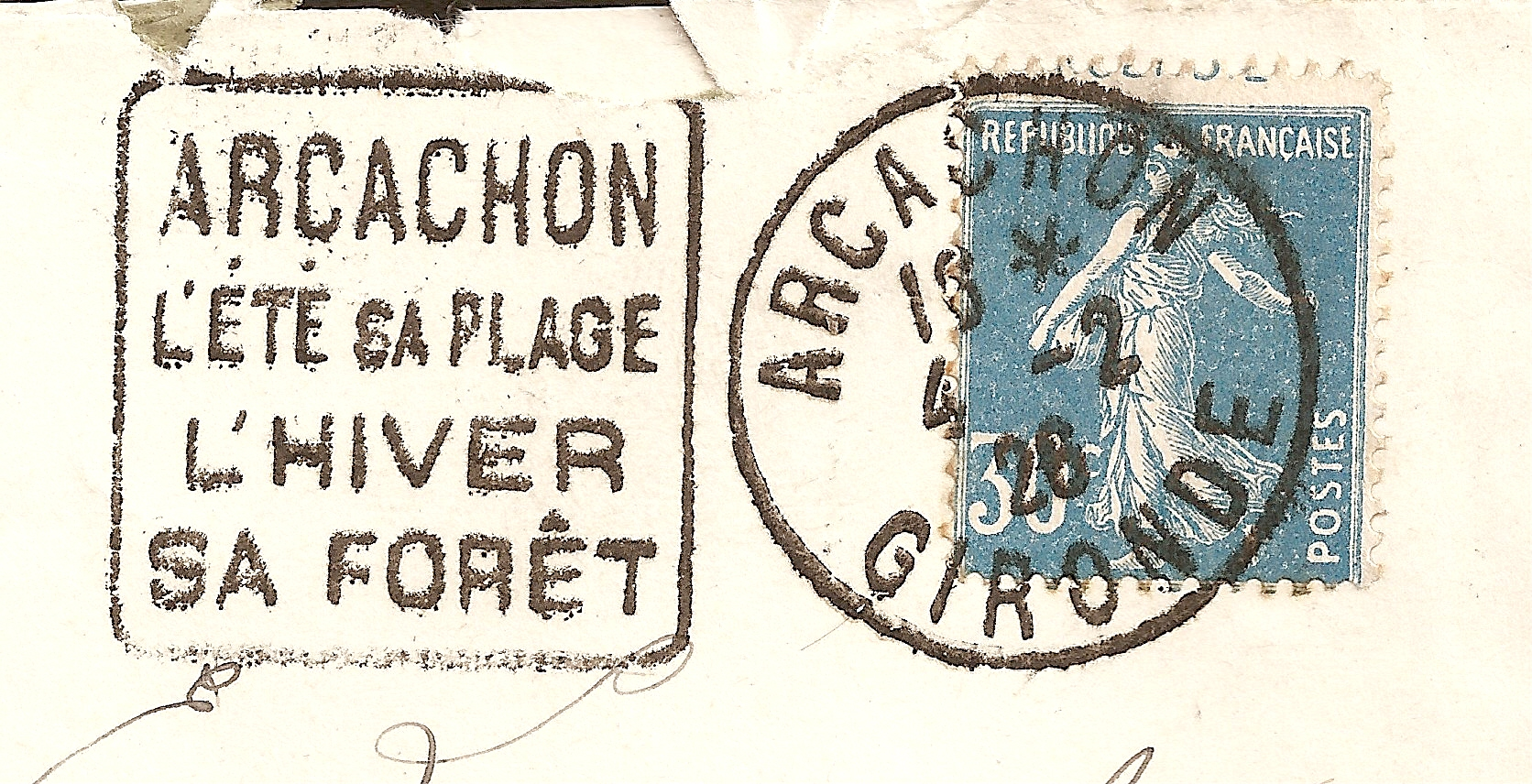
Flamme touristique d'Arcachon frappée par une machine Daguin.

Dans les années 1920, la réutilisation des machines Daguin permet le développement de flammes illustrées mises à la place du second timbre à date.

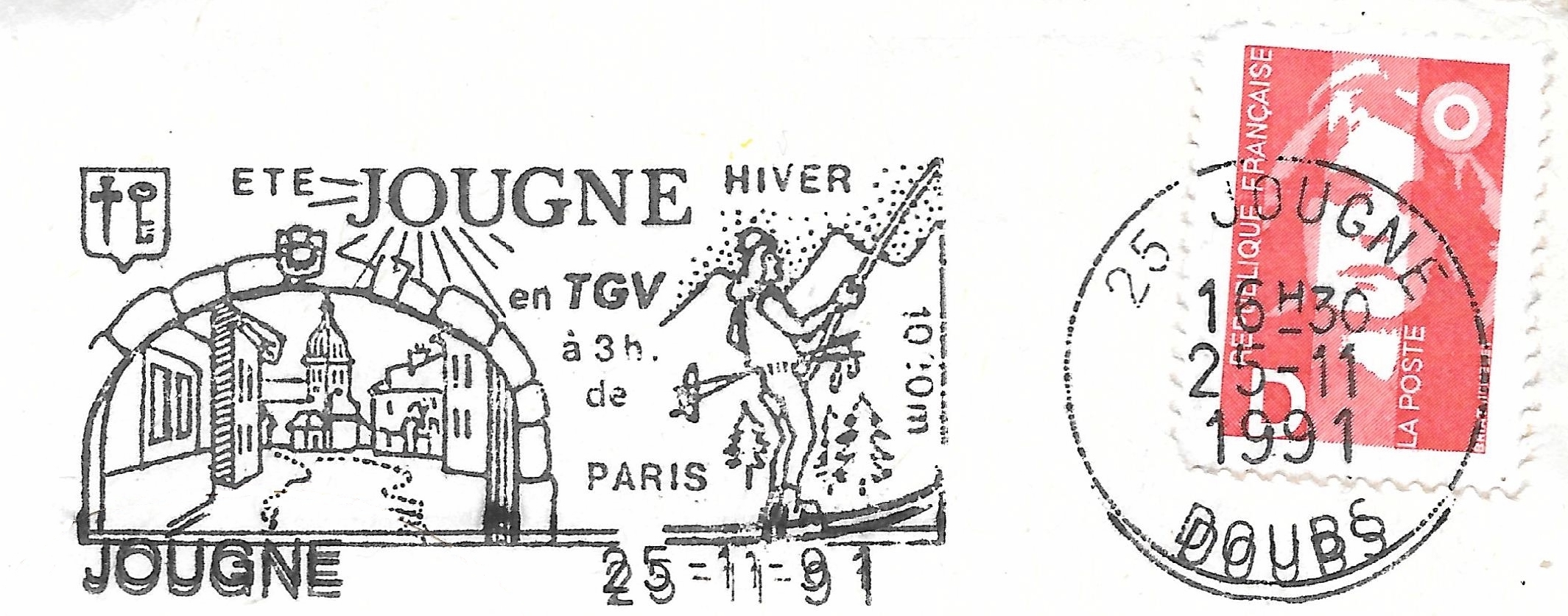
Flamme illustrée touristique de la ville de Jougne (Doubs) de 1991.

Pendant plusieurs décennies du XXe siècle, des flammes rectangulaires existaient à gauche du timbre à date. Elles illustrent le plus souvent : un message d'information postale (code postal, etc.) ou sociale (lutte contre les maladies, prévention), une promotion touristique de la ville du bureau de poste, la promotion d'une manifestation locale. En 2000, environ mille flammes ont été émises en France métropolitaine.
Cependant, en 2007, La Poste décide d'arrêter l'usage des flammes illustrées, en dehors des lignes ondulées. Auparavant, le courrier est oblitéré dans le bureau du secteur où il est déposé, et qui peut disposer d'une flamme illustrée. Si tout le courrier n'est pas oblitéré au moment où passe le camion du releveur à destination du centre de tri, soit ce releveur prend du retard, soit le courrier n'est relevé que le lendemain. La Poste réorganise ce système au milieu des années 2000 : le courrier est désormais oblitéré en bleu au centre de traitement du courrier, rendant moins pertinente une personnalisation locale de la flamme.
Une nouvelle génération de machine de préparation du courrier issu de boîtes aux lettres a commencé à être déployée à partir de 2006. Réalisées par la société Toshiba Corporation au Japon (Kawasaki), elles oblitèrent les affranchissements par la technique du jet d'encre dévié. Le matériel choisi par La Poste est celui de la société Imaje basée à Valence, en France. Les flammes contenant du graphisme ne peuvent être imprimées par cette technique ; par contre, il est possible de modifier le texte de la marque d'oblitération en fonction des caractéristiques identifiées de chaque pli. On voit apparaitre depuis le 15 janvier 2007 la mention « lettre prioritaire » sur les plis dont l'affranchissement a été reconnu avec une bonne probabilité comme correspondant au tarif « lettre ». Par ailleurs, les plis provenant de machines à affranchir comporte uniquement la date de l'oblitération.
À partir de 1920, l'administration des postes demande d'éviter l'apposition de certaines flammes sur les faire-part de décès ; leurs messages pouvant heurter les familles. Ce serait par exemple le cas, dans les années 1950, de la flamme « Nice on y vient / pour un jour on / y reste toujours » sur les avis de décès d'une personne morte juste après son arrivée dans cette ville.